# Кусмакер, Эдмон де
Шарль Эдмон Анри де Кусмаке́р, правильно Каусема́кер (фр. Charles Edmond Henri de Coussemaker; 19 апреля 1805, Байёль, — 10 января 1876, Лилль) — франко-фламандский музыковед.

## Биография
С детства занимался музыкой, играл на скрипке и виолончели, хорошо пел. В 1825 г. приехал в Париж, где изучал юриспруденцию, а одновременно учился музыкальной композиции у Антонина Рейхи и оперному вокалу. В этот период Кусмакер сочинял изящную салонную музыку — романсы и кадрили, напоминавшие то Беллини, то Россини, то Мегюля.
В 1830 году Кусмакер завершил своё юридическое образование и вернулся на север Франции для продолжения карьеры: он был адвокатом в Дуэ, затем судьёй в Азбруке и Лилле. Одновременно он выступал с концертами как певец.
В 1835 году Кусмакер начал заниматься историей музыки, преимущественно средневековой. Ему принадлежат такие работы, как «История гармонии в средние века» (фр. Histoire de I'harmonie au moyen-âge; 1852), «Полифонисты XII—XIII веков» (фр. Les harmonistes des XIIe et XIIIe siècles; 1864) и др. Кусмакер подготовил публикацию полного собрания сочинений Адама де ла Аля (1872) и выпустил антологию средневековых трактатов «Новая серия писателей о средневековой музыке» (лат. Scriptorum de musica Medii aevi nova series, 1864—1876; принятое в науке сокращение — CS), в продолжение аналогичной (более ранней) антологии Мартина Герберта.
В 1853 году Кусмакер выступил основателем Фламандского комитета Франции — общественной организации, нацеленной на поддержку фламандского языка, литературы и культуры на севере Франции. Эта организация существует до настоящего времени.